# Scoutisme en Azerbaïdjan
 (août 2019).
Si vous disposez d'ouvrages ou d'articles de référence ou si vous connaissez des sites web de qualité traitant du thème abordé ici, merci de compléter l'article en donnant les références utiles à sa vérifiabilité et en les liant à la section « Notes et références ».

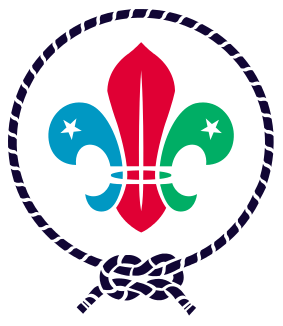
Logo de l'Association des Scouts d'Azerbaïdjan.

Le scoutisme en Azerbaïdjan est régi par l'Association des Scouts d'Azerbaïdjan (en azéri : Azərbaycan Skautlar Assosiasiyası) fondée en 1997.